# Haruka Kudō
Haruka Kudō (工藤 晴香 Kudō Haruka; * 16. März 1989 in Osaka, Präfektur Osaka) ist eine japanische Seiyū.

## Biografie
Kudō wurde am 16. März 1989 in der japanischen Stadt Osaka geboren. Im Alter von 14 Jahren begann sie zu modeln. Im Jahr 2005 hatte Haruka ihre erste Sprechrolle in einer Anime-Serie: Sie sprach die Protagonistin Hagumi Hanamoto in Honey and Clover. Nach diversen Wechseln der Talentagenturen kam sie im Jahr 2017 bei Ace Crew Entertainment unter.
Als Synchronsprecherin hatte sie Sprechrollen in Serien wie Death Note, Bungo Stray Dogs, Hunter × Hunter und Captain Earth. Kudō spricht im BanG-Dream!-Anime Sayo Hikawa und ist dadurch auch Mitglied der Band Roselia, wo sie E-Gitarre spielt.
Im Februar des Jahres 2020 gab sie bekannt, mit KDHR ihr erstes Mini-Album als Solo-Musikerin beim japanischen Label Nippon Crown herauszubringen. Das Album stieg auf Platz 14 in den japanischen Albumcharts ein.

## Sprechrollen (Auswahl)
| Jahr      | Name               | Rolle                       | Quelle |
| --------- | ------------------ | --------------------------- | ------ |
| 2005–2006 | Honey and Clover   | Hagumi Hanamoto             | [ 3 ]  |
| 2006–2007 | Death Note         | Sayu Yagami                 | [ 5 ]  |
| 2011      | Hunter × Hunter    | Ponzu                       | [ 6 ]  |
| 2014      | Captain Earth      | Setsuna                     | [ 6 ]  |
| 2016      | Bungo Stray Dogs   | Yumeno Kyūsaku              | [ 5 ]  |
| 2017–…    | BanG Dream!        | Sayo Hikawa                 | [ 3 ]  |
| 2023      | Sailor Moon Cosmos | Sailor Heavy Metal Papillon | [ 7 ]  |

## Diskografie

### Mit Roselia
- → Hauptartikel: Roselia#Diskografie

### Solo
- 2020: KDHR (Mini-Album, Nippon Crown)
- 2020: Power Chord (Mini-Album, Nippon Crown)